# دكتور ويلارد بليس
دكتور ويلارد بليس (بالإنجليزية: Doctor Willard Bliss)‏ هو طبيب أمريكي، ولد في 18 أغسطس 1825 في بروتوس في الولايات المتحدة، وتوفي في 21 فبراير 1889 في واشنطن العاصمة في الولايات المتحدة.